# قائمة الدول حسب صادرات المحركات
فيما يلي قائمة الدول حسب صادراتها من المحركات. البيانات ترجع لعام 2018، والأرقام بمليارات الدولارات الأمريكية، وقد جمع البيانات مرصد التعقيد الاقتصادي. حاليًا،أُدرجت الدول العشر الأولى في تصدير المحركات:
| #  | دولة             | قيمة (مليار دولار) |
| -- | ---------------- | ------------------ |
| 1  | الولايات المتحدة | 7.70               |
| 2  | ألمانيا          | 7.20               |
| 3  | اليابان          | 4.80               |
| 4  | المملكة المتحدة  | 4.45               |
| 5  | فرنسا            | 3.15               |
| 6  | إيطاليا          | 2.82               |
| 7  | السويد           | 2.62               |
| 8  | النمسا           | 2.24               |
| 9  | المجر            | 2.21               |
| 10 | بولندا           | 1.90               |

## وصلات خارجية
- atlas.media.mit.edu - مرصد التعقيد الاقتصادي - البلدان التي تصدر محركات الاحتراق (2016)
- مرصد التعقيد الاقتصادي - الدول التي تصدر محركات الاحتراق